# 경기민요
경기민요(京畿民謠)는 서울과 경기도 지방에서 전해오는 한국의 민요이다. 민요는 사람들의 입에서 입으로 전해져 오는 토속민요와 이를 바탕으로 전문적인 예능인이 윤색하여 창작한 통속민요가 있다. 대체로 맑고 경쾌한 소리가 많다. 1975년 중요무형문화재 제57호로 지정되었다. 모두 27개 곡이 문화재로 지정되어 있으며 《노래가락》,《아리랑》,《경복궁 타령》, 《한강수 타령》 등이 있다.

## 특징
한국의 전통 음악의 선법에는 평조(平調)와 계면조(界面調)가 있는데, 경기 민요는 대개 평조이다. 토리는 경토리를 사용한다
 장단은 굿거리장단, 타령장단, 세마치장단이 많이 쓰이며 흥겹고 경쾌한 맛이 있다.

## 유형
토속민요는 서민들이 여러 상황에서 부르던 입에서 입으로 전해진 노래로 모내기, 소몰이, 방아 찧기와 같은 노동을 하면서 부른 노동요가 많다. 한편 통속민요는 전문적인 소리꾼이 윤색하거나 창작한 것으로 남녀간의 사랑과 이별 등을 노래하는 경우가 많다. 이렇게 만들어진 통속 민요는 정가(正歌)나 판소리가 아닌 여러 가지 노래라는 뜻에서 잡가(雜歌)라고 불렸다. 경기 지역 잡가는 판소리의 한 대목을 가져와 다듬은 것이 많다.

### 경기 잡가
경기 잡가는 서울 경기 지역의 전문 예능인이 부르던 통속 민요다. 잡가는 앉아서 하는 좌창과 서서하는 입창이 있는데, 비교적 느린 곡조의 좌창은 오늘날 12 곡이 남아 전하기 때문에 흔히 십이잡가(十二雜歌)라고 한다. <유산가遊山歌>, <적벽가赤壁歌>, <제비가> 등이 전한다. 반면에 휘몰이장단에 맞추어 부르는 휘모리 잡가는 서서부르는 입창으로 <곰보타령>, <생매잡아>, <만학천봉>, <육칠월 흐린날>, <한 잔 부어라> 등이 있다.